# Giorgio Doria
Giorgio Doria (ur. 4 grudnia 1708 w Genui, zm. 31 stycznia 1759 w Rzymie) – włoski kardynał.

## Życiorys
Urodził się 4 grudnia 1708 roku w Genui, jako syn Andrei Dorii i Livii Centurione. Studiował na La Sapienzy, gdzie uzyskał doktorat utroque iure. Po studiach został referendarzem Najwyższego Trybunału Sygnatury Apostolskiej i wicelegatem w Bolonii. 30 listopada 1740 roku przyjął święcenia diakonatu, a 4 grudnia – prezbiteratu. Następnego dnia został wybrany tytularnym arcybiskupem Chalkedonu, a 8 grudnia przyjął sakrę. Uczestniczył w Sejmie Rzeszy we Frankfurcie, gdzie wybrano Karola VII na nowego cesarza i pozostał na dworze, pełniąc w latach 1742–1744 funkcję nuncjusza. 9 września 1743 roku został kreowany kardynałem prezbiterem i otrzymał kościół tytularny San Lorenzo in Panisperna. W latach 1743–1754 pełnił funkcję legata w Bolonii, a od roku 1754 do śmierci – prefekta Kongregacji Dobrego Rządu. Zmarł 31 stycznia 1759 roku w Rzymie.